# National Basketball Association 1968/1969
National Basketball Association 1968/1969 var den 23:e säsongen av den amerikanska proffsligan i basket. Säsongen inleddes den 15 oktober 1968 och avslutades den 24 mars 1969 efter 574 seriematcher, vilket gjorde att samtliga 14 lagen spelade 82 matcher var.
Måndagen den 5 maj 1969 vann Boston Celtics sin tionde NBA-titel efter att ha besegrat Los Angeles Lakers med 4-3 i matcher i en finalserie i bäst av 7 matcher.
All Star-matchen spelades den 14 januari 1969 i Baltimore Civic Center i Baltimore, Maryland. Eastern Division vann matchen över Western Division med 123-112.
Ligan utökades med två nya lag, Phoenix Suns och Milwaukee Bucks. Dessutom spelade Atlanta Hawks sin första säsong efter flytten från St. Louis.

## Grundserien
Not: V = Vinster, F = Förluster, PCT = Vinstprocent
- Lag i GRÖN färg till en slutspelserie.
- Lag i RÖD färg har spelat klart för säsongen.

| Pos | Lag                | V  | F  | PCT  |
| --- | ------------------ | -- | -- | ---- |
| 1   | Baltimore Bullets  | 57 | 25 | .695 |
| 2   | Philadelphia 76ers | 55 | 27 | .671 |
| 3   | New York Knicks    | 54 | 28 | .659 |
| 4   | Boston Celtics     | 48 | 34 | .585 |
| 5   | Cincinnati Royals  | 41 | 41 | .500 |
| 6   | Detroit Pistons    | 32 | 50 | .390 |
| 7   | Milwaukee Bucks    | 27 | 55 | .329 |

| Pos | Lag                    | V  | F  | PCT  |
| --- | ---------------------- | -- | -- | ---- |
| 1   | Los Angeles Lakers     | 55 | 27 | .671 |
| 2   | Atlanta Hawks          | 48 | 34 | .585 |
| 3   | San Francisco Warriors | 41 | 41 | .500 |
| 4   | San Diego Rockets      | 37 | 45 | .451 |
| 5   | Chicago Bulls          | 33 | 49 | .402 |
| 6   | Seattle SuperSonics    | 30 | 52 | .366 |
| 7   | Phoenix Suns           | 16 | 66 | .195 |

## Slutspelet
De fyra bästa lagen i den östra och västra division gick till slutspelet. Där möttes ettorna och treorna respektive tvåorna och fyrorna i kvartsfinalserier (divisionssemifinal) där de vinnande lagen i kvartsfinalerna möttes i semifinalserier (divisionsfinal). Alla slutspelsserier avgjordes i bäst av 7 matcher.
|  | Divisionssemifinaler | Divisionssemifinaler | Divisionssemifinaler |         |   | Divisionsfinaler | Divisionsfinaler | Divisionsfinaler |  |  | NBA-final | NBA-final   | NBA-final |
|  |                      |                      |                      |         |   |                  |                  |                  |  |  |           |             |           |
|  | 1                    | L.A. Lakers          | 4                    |         |   |                  |                  |                  |  |  |           |             |           |
|  | 3                    | San Francisco        | 2                    |         |   |                  |                  |                  |  |  |           |             |           |
|  | 3                    | San Francisco        | 2                    |         | 1 | L.A. Lakers      | 4                |                  |  |  |           |             |           |
|  | Western Division     |                      |                      |         | 1 | L.A. Lakers      | 4                |                  |  |  |           |             |           |
|  |                      |                      | 2                    | Atlanta | 1 |                  |                  |                  |  |  |           |             |           |
|  | 4                    | San Diego            | 2                    | Atlanta | 1 | 2                |                  |                  |  |  |           |             |           |
|  | 4                    | San Diego            |                      |         |   | 2                |                  |                  |  |  |           |             |           |
|  | 2                    | Atlanta              | 4                    |         |   |                  |                  |                  |  |  |           |             |           |
|  |                      |                      |                      |         |   |                  |                  |                  |  |  | W1        | L.A. Lakers | 3         |
|  |                      |                      | E4                   | Boston  | 4 |                  |                  |                  |  |  |           |             |           |
|  | 1                    | Baltimore            | 0                    |         |   |                  |                  |                  |  |  |           |             |           |
|  | 3                    | New York             | 4                    |         |   |                  |                  |                  |  |  |           |             |           |
|  | 3                    | New York             | 4                    |         | 3 | New York         | 2                |                  |  |  |           |             |           |
|  | Eastern Division     |                      |                      |         | 3 | New York         | 2                |                  |  |  |           |             |           |
|  |                      |                      | 4                    | Boston  | 4 |                  |                  |                  |  |  |           |             |           |
|  | 4                    | Boston               | 4                    | Boston  | 4 | 4                |                  |                  |  |  |           |             |           |
|  | 4                    | Boston               |                      |         |   | 4                |                  |                  |  |  |           |             |           |
|  | 2                    | Philadelphia         | 1                    |         |   |                  |                  |                  |  |  |           |             |           |

### NBA-final
Los Angeles Lakers mot Boston Celtics
| Match   | Datum    | Hemmalag    | Bortalag    | Resultat  |
| ------- | -------- | ----------- | ----------- | --------- |
| Match 1 | 23 april | Los Angeles | Boston      | 120 - 118 |
| Match 2 | 25 april | Los Angeles | Boston      | 118 - 112 |
| Match 3 | 27 april | Boston      | Los Angeles | 111 - 105 |
| Match 4 | 29 april | Boston      | Los Angeles | 89 - 88   |
| Match 5 | 1 maj    | Los Angeles | Boston      | 117 - 104 |
| Match 6 | 3 maj    | Boston      | Los Angeles | 99 - 90   |
| Match 7 | 5 maj    | Los Angeles | Boston      | 106 - 108 |

Boston Celtics vann finalserien med 4-3 i matcher